# Smithton, Pennsylvania
Smithton är en ort av typen borough i Westmoreland County i västra Pennsylvania i USA. Vid folkräkningen år 2000 bodde 444 personer på orten. Den har enligt United States Census Bureau en area på totalt 0,3 km², allt är land.